# Guglielmo I del Monferrato
Guglielmo I (fl. X secolo) fu il padre del marchese Aleramo, capostipite della dinastia aleramica (? - 924/933).

## Biografia
La documentazione su Guglielmo I è assai incerta. La maggioranza degli studiosi lo identifica con il Wilielmus che secondo le Gesta Berengarii imperatoris nell'888 scese in Italia al comando di 300 cavalieri franchi in sostegno di Guido da Spoleto contro Berengario I, re d'Italia. Sin dal XV secolo gli storici hanno cercato di identificarne l'origine e hanno proposto che egli fosse l'erede di varie dinastie franco-sassoni o anche dei conti di Kent: tali supposizioni non trovano però riscontro documentale.
Un filone d'indagine è stato anche la ricerca di località estere, il cui nome possa essere stato tradotto in Monferrato. L'idea era stata proposta da Galeotto Del Carretto, autore nel 1493 di una Cronica degli Illustrissimi Principi et Excellentissimi Marchesi di Monferrato. Egli suggerì che il termine potesse provenire da eisen (ferro) + berg (monte, ma, associato ad eisen, anche miniera), e di località chiamate Eisenberg (o simili) in Germania ne esistono almeno una decina. Recentemente Olimpio Musso ha proposto una alternativa francese: nei pressi di Grenoble c'è il paese di Montferrat nell'antica contea di Sermorens. Benché la contea esistesse già verso l'anno Mille non si conosce il nome dei suoi conti. Ecco perciò l'ipotesi che gli antenati di Aleramo (il quale si dichiara "di legge salica" e i Franchi Salii nulla hanno a che fare con la Germania) potessero essere i signori di questa contea.
Un Guglielmo, identificabile molto verosimilmente col padre di Aleramo, viene citato insieme all'arcivescovo di Milano, Lamberto, e ai conti Giselberto e Sansone (quest'ultimo, citato in due occasioni nell'Antapodosis, accecò di suo pugno e tagliò la lingua al giudice del palazzo di Pavia Gezone, ricevendo in cambio la carica di conte palatino nel 929) in un atto del 924, nel quale i presenti, indicati come dilectissimi fideles, intervengono presso il re d'Italia, Rodolfo di Borgogna, in favore del vescovo di Piacenza Guido. Il contesto suggerisce che Guglielmo facesse parte dei feudatari (fra cui Lamberto e Giselberto), che due anni prima si erano sollevati contro Berengario I e avevano chiamato in Italia Rodolfo. Questa notizia e le precedenti sono in buon accordo con un'origine borgognona di Guglielmo, nonostante che tarde leggende sostengano che i genitori di Aleramo fossero di stirpe sassone.
Un altro indizio che lega Guglielmo al re Rodolfo (la cui figlia Adelaide aiutò successivamente Aleramo) è nell'atto di rifondazione dell'abbazia di Santa Giustina di Sezzadio: il discendente (bisnipote) di Guglielmo, Oberto I (figlio di Anselmo I del Monferrato) dedicò infatti la rifondazione al re longobardo Liutprando (che si credeva avesse fondato originariamente il monastero) e a Rodolfo.
Non si conosce di quale comitato Guglielmo fosse diventato feudatario in Italia. In una investitura del 967 l'imperatore Ottone I di Sassonia confermò ad Aleramo, figlio del conte Guglielmo, tutte le proprietà da lui acquisite o ereditate dai genitori; tali proprietà erano distribuite nei comitati di Acqui, Savona, Asti, Monferrato, Torino, Vercelli, Parma, Cremona e Bergamo. Si potrebbe ritenere che vengano elencati per primi i beni di cui Aleramo ha acquisito il possesso per i propri meriti, poi quelli di origine paterna, materna o provenienti dalla dote della moglie. L'ipotesi che Guglielmo fosse conte di Vercelli, talvolta citata, è verosimile, ma priva di conferme documentarie.
È probabile che Guglielmo sia morto tra il 924 e il 933, anno in cui compare per la prima volta nella documentazione il comes Aleramo di Monferrato.